# Ито, Масаюки
Масаюки Ито (яп. 伊藤雅之; род. 19 января 1991) — японский боксёр-профессионал выступающий во втором полулёгком весе и лёгком весе. Чемпион мира во втором полулёгком весе по версии WBO (2018—2019).

## Карьера
Масаюки Ито дебютировал на профессиональном ринге 26 мая 2009 года победив единогласным судейским решением Катсунари Фцджии. 30 сентября 2013 года Мааюки выиграл вакантный титул чемпиона мира в лёгком весе среди молодёжи по версии WBC — свой первый титул в профессиональной карьере.
9 февраля 2015 года сражаясь за титул чемпиона Японии во втором полулёгком весе потерпел первое поражение в профессиональной карьере, проиграв по очкам своему соотечественники Рикки Наито. 10 августа того же года в поединке с Даи Иваи выиграл титул чемпиона во втором полулёгком весе по версии Восточной и Тихоокеанской федерации бокса (OPBF). 14 декабря 2015 года защитил титул в поединке с Шинего Это, а 28 июля 2016 года повторно защитил титул в поединке с филиппинцем Энрике Санчесом.
31 декабря 2016 года победил Такуя Ватанаба, защитил свой титул чемпиона OPBF и выиграл титул чемпиона Азии по версии WBO. 13 апреля 2017 года защитил титул чемпиона Азии по версии WBO в поединке с Лоренцо Виллануевой.

### Чемпионские бои
28 июля 2018 года победил по очкам небитого пуэрто-риканского боксёра Кристофера Диаса (23-0) и завоевал вакантный титул чемпиона мира по версии WBO во 2-м полулёгком весе.
30 декабря 2018 года защитил чемпионский титул победив небитого россиянина Евгения Чупракова (20-0).
25 мая 2019 года потерпел поражение единогласным решением судей (счёт: 110—118, 112—116, 110—118) от опытного американца Джамеля Херринга (19-2) и потерял титул чемпиона по версии WBO во 2-м полулёгком весе.

## Статистика профессиональных боёв
В таблице перечислены результаты всех поединков боксёров.
В каждой строке указан результат поединка. Дополнительно номер поединка обозначен цветом, который обозначает итог поединка. Расшифровка обозначений и цветов представлена в нижеследующей таблице.
| Пример | Расшифровка                     |
| ------ | ------------------------------- |
|        | Победа                          |
|        | Ничья                           |
|        | Поражение                       |
|        | Планируемый поединок            |
|        | Поединок признан несостоявшимся |
| КО     | Нокаут                          |
| ТКО    | Технический нокаут              |
| PTS    | Решение судей (по очкам)        |
| UD     | Единогласное решение судей      |
| MD     | Решение большинства судей       |
| SD     | Раздельное решение судей        |
| RTD    | Отказ от продолжения боя        |
| DQ     | Дисквалификация                 |
| NC     | Поединок признан несостоявшимся |

| 29 поединков, 26 побед (14 нокаутом), 2 поражения, 1 ничья | 29 поединков, 26 побед (14 нокаутом), 2 поражения, 1 ничья | 29 поединков, 26 побед (14 нокаутом), 2 поражения, 1 ничья | 29 поединков, 26 побед (14 нокаутом), 2 поражения, 1 ничья | 29 поединков, 26 побед (14 нокаутом), 2 поражения, 1 ничья | 29 поединков, 26 побед (14 нокаутом), 2 поражения, 1 ничья | 29 поединков, 26 побед (14 нокаутом), 2 поражения, 1 ничья                                                     | 29 поединков, 26 побед (14 нокаутом), 2 поражения, 1 ничья |
| Бой                                                        | Рекорд                                                     | Дата боя                                                   | Соперник                                                   | Место проведения боя                                       | Раундов, время                                             | Дополнительно                                                                                                  |                                                            |
| ---------------------------------------------------------- | ---------------------------------------------------------- | ---------------------------------------------------------- | ---------------------------------------------------------- | ---------------------------------------------------------- | ---------------------------------------------------------- | --- | ---------------------------------------------------------- |
| 29                                                         | 26-2-1                                                     | 13 сентября 2019                                           | Рубен Манакане (25-18-1)                                   | Коракуэн Холл, Токио, Япония                               | TKO 6 (10), 1:08                                           | |                                                            |
| 28                                                         | 25-2-1                                                     | 25 мая 2019                                                | Джамель Херринг (19-2)                                     | Osceola Heritage Park, Киссимми, Флорида, США              | UD (12)                                                    | Утратил титул чемпиона по версии WBO (2-я защита Ито) во 2-м полулёгком весе. Счёт: 110-118, 112-116, 110-118. |                                                            |
| 27                                                         | 25-1-1                                                     | 30 декабря 2018                                            | Евгений Чупраков (20-0)                                    | Ota City General Gymnasium, Токио, Япония                  | TKO 7 (12), 2:11                                           | Защитил титул чемпиона по версии WBO (1-я защита Ито) во 2-м полулёгком весе.                                  |                                                            |
| 26                                                         | 24-1-1                                                     | 28 июля 2018                                               | Кристофер Диас (23-0)                                      | Kissimmee Civic Center, Киссимми, Флорида, США             | UD (12)                                                    | Завоевал вакантный титул чемпиона по версии WBO во 2-м полулёгком весе. Счёт: 117-110, 118-109, 116-111.       |                                                            |
| Бой                                                        | Рекорд                                                     | Дата боя                                                   | Соперник                                                   | Место проведения боя                                       | Раундов, время                                             | Дополнительно                                                                                                  |                                                            |